# لاصق بكتيري
اللاصقات هي من مكونات سطح الخلية أو ملاحق البكتيريا التي تسهل الالتصاق بالخلايا الأخرى أو الأسطح، وعادة ما تكون في المضيف الذي يصيبونه أو يعيشون فيه. اللاصق هو نوع من عوامل المرض.
يعد الالتصاق خطوة أساسية في التسبب البكتيري بالمرض أو العدوى المطلوبة لاستعمار مضيف جديد. أيضًا تعتبر عملية الالتصاق واللاصقات هدفًا في الوقاية والعلاج من البكتيريا.

## خلفية
توجد البكتيريا عادة مرتبطة بالأسطح وتعيش في ارتباط وثيق معها. خلال فترة حياة البكتيريا، تتعرض البكتيريا لقوى ازالة كبيرة ومتكررة. بمعنى آخر، تعمل المواد اللاصقة البكتيرية كمراسي (مُثبّتات) تسمح للبكتيريا بالتغلب على قوى الإزالة البيئية، وبالتالي البقاء في بيئتها المرغوبة. وعلى الرغم من ذلك، فإنَّ اللاصقات البكتيرية لا تعمل كنوعٍ من أنواع الفيلكرو البكتيرية الشاملة (لاصقات الأهداب والخطاطيف). بدلاً من ذلك، فإنها تعمل كجزيئات محددة للتعرف على السطح، مما يسمح باستهداف بكتيريا معينة على سطح معين مثل أنسجة الجذر في النباتات، أو أنسجة القناة الدمعية في الثدييات.

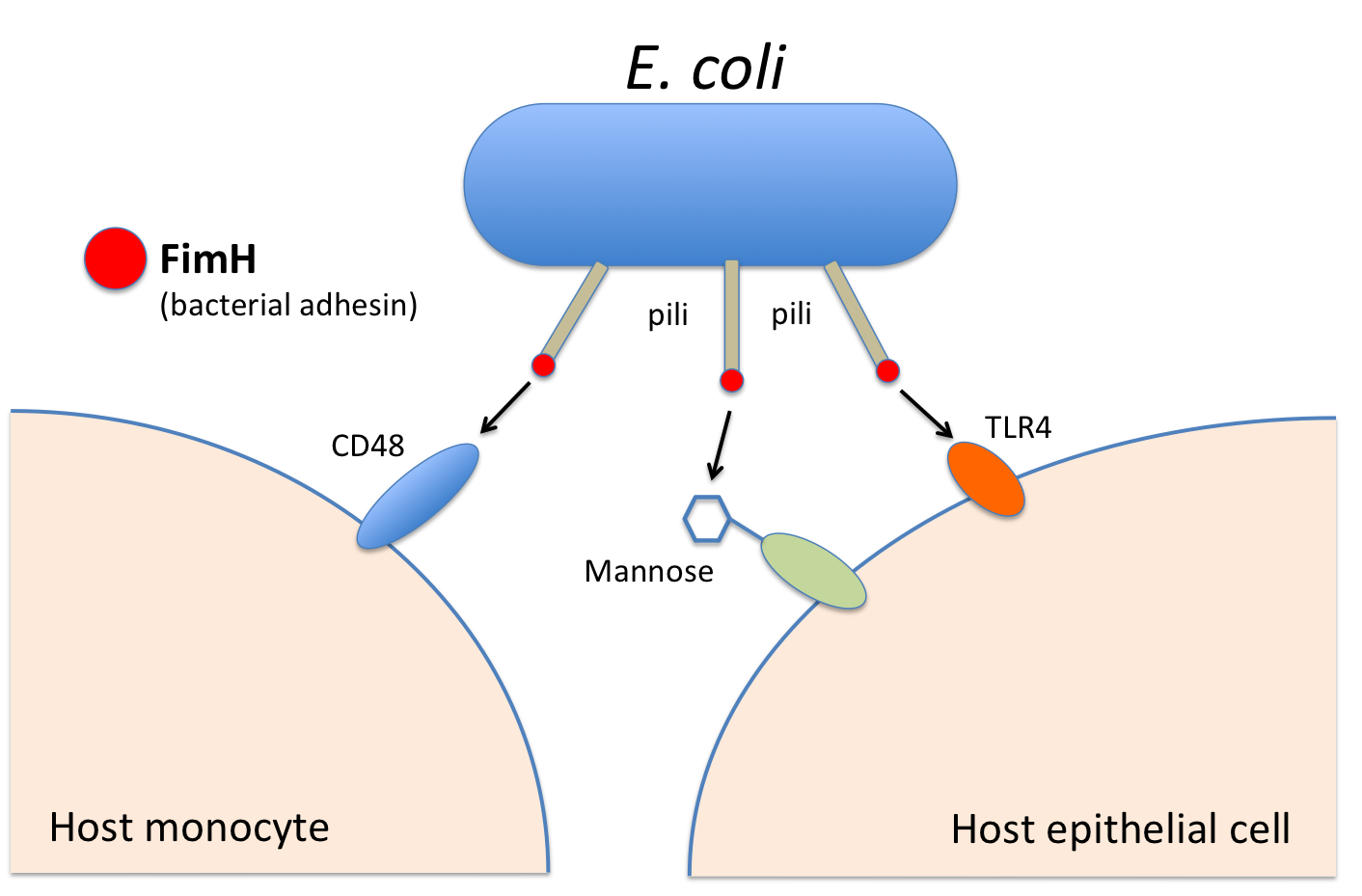
اللاصق FimH، وهو أحد اللاصقات التي تساعد البكتيريا مثل الإشريشية القولونية على الالتصاق بخلايا العائل وبروتيناته (بالصورة: البروتينات لبشرية CD48 وTDL4 وبقايا سكر المانوز).

معظم الأهداب من البكتيريا سلبية الغرام تعمل كلاصقات، ولكن في كثير من الحالات يكون اللاصق الفعلي هو جزء فرعي من أجزاء بروتين على سطح الهدب. في البكتيريا موجبة الجرام، تعمل طبقة سطحية من البروتين أو متعددة السكريات بمثابة مادة لاصقة محددة. لتحقيق الالتصاق الفعال بأسطح المضيف، تنتج العديد من البكتيريا عوامل التصاق متعددة تسمى المواد اللاصقة.
يتم إنتاج وإظهار اللاصقات من قبل كل من البكتيريا المسببة للأمراض والبكتريا الرمامة. هذا الانتشار بالإضافة إلى قدرتهم على إنتاج السموم ومقاومة الدفاعات المناعية للمضيف يَصِفُهُم على أنهم عوامل ضراوة جرثومية أساسية.

## البُنيَةُ
من خلال آليات التطور، طَوَّرت أنواع مختلفة من البكتيريا حلولًا مختلفة لمشكلة ربط بروتينات معينة بمستقبلات بسطح البكتيريا. اليوم يمكن ملاحظة العديد من الأنواع والفئات الفرعية المختلفة من المواد اللاصقة البكتيرية في الأبحاث والمراجعات.
التركيب الأساسي للالتصاقات البكتيرية هو من الأهداب أو الأشعار البكتيرية. الالتصاق البكتيري يتكون أساسًا من بروتين هيكلي داخل الغشاء الخلوي يوفر سقالة يمكن ربط العديد من المواد اللاصقة خارج الخلية عليها. ومع ذلك، كما في حالة أهداب CFA1، يمكن للبروتين الهيكلي نفسه أن يعمل أحيانًا كإلتصاق إذا امتد جزء من البروتين إلى المادة البين خلوية.

### هيكلية التصاق FimH
إن أفضل مادة لاصقة بكتيرية مُمَيَّزة هي النوع الأول من مادة اللاصق الهدبي FimH. هذا اللاصق مسؤول بشكل رئيسي عن الإلتصاق الحساس لسكر المانوز. تصنع البكتيريا بروتين أولي يتكون من 300 من الأحماض الأمينية ثم تعالج البروتين عن طريق إزالة عدة ببتيدات خاصة بالإشارات تاركة في النهاية بروتين يتكون من 279 حمضًا أمينيًا. يتم عرض FimH الناضج على السطح البكتيري كمكون من النوع الأول من الأهداب.
في عام 1999، تم حل بنية FimH عن طريق علم البلورات بالأشعة السينية. يُطوى FimH في حلقتين رئيسيتين. تلعب الحلقة اللاصقة الطرفية N الدور الرئيسي في التعرف على السطح بينما تكون الحلقة الطرفية C مسؤولةً عن ارتباط الالتصاق بالهَدَب. وتقوم حلقة رباعية الببتيد (tetrapeptide loop) بربط الحلقتين معًا. بالإضافة إلى ذلك، وُجِدَ ووجود مكان ارتباط للكربوهيدرات عند طرف الحلقة اللاصقة N.  يُحافَظ على هذه البنية الأساسية للاصق عبر أنواع الالتصاق الهدبية من النوع الأول. على الرغم من أن الدراسات الحديثة أظهرت أن الطفرات المُضافة في المختبر يمكن أن تؤدي إلى إضافة لحلقة إضافية C مما يؤدي إلى التصاق بكتيري بمواقع مزدوجة وأنماط ارتباط ظاهرة أخرى.

## اللاصقات كعوامل مسببة للمرض
تستغل غالبية البكتيريا مسببة الأمراض التصاق محدد بخلايا المضيف كعامل هجومها الرئيسي. «حُدِّد عدد كبير من المواد اللاصقة البكتيرية مع نوعية المستقبلات في اجسام الأفراد». العديد من مسببات الأمراض البكتيرية قادرة على الارتباط بمجموعة من المواد اللاصقة المختلفة. يلعب إظهار هذه المواد اللاصقة في مراحل مختلفة أثناء العدوى الدور الأكثر أهمية في التسبب بالمرض القائم على الالتصاق. أظهرت العديد من الدراسات أن تثبيط مادة لاصقة واحدة في هذه السلسلة يمكن أن يكون غالبًا كافيًا لجعل البكتيريا المسببة للأمراض غير ضارة. وقد أدى ذلك إلى اكتشاف انّ ايقاف نشاط مادة لاصقة يمكن أن يكون طريقة لعلاج عدوى بكتيرية.

## لقاحات تعتمد على مواد لاصقة
تأتي دراسة المواد اللاصقة كنقطة استغلال للُّقاحات من الدراسات المبكرة التي أشارت إلى أن أحد المكونات المهمة للمناعة الوقائية ضد بكتيريا معينة جاء من القدرة على منع التصاقها بالمواد اللاصقة. بالإضافة إلى ذلك، تعتبر المواد اللاصقة مرشحة جذابة للقاح لأنها غالبًا ما تكون ضرورية للعدوى وموجودة على السطح، مما يجعلها سهلة الوصول إلى الأجسام المضادة.
فعالية مكافحة اللاصقات للأجسام المضادة يتضح من دراسات مع FimH، واللاصقات من بكتيريا الإشريكية القولونية المرضية (UPEC). العمل مع الإشريكية القولونية ينبع من ملاحظات المناعة المكتسبة من الإنسان. قد يعاني الأطفال في دول العالم الثالث من عدة نوبات من الإسهال المصاحب للإشريكية القولونية خلال السنوات الثلاث الأولى من العمر. إذا نجا الطفل من هذه الفترة الأولية من القابلية للإصابة، فعادة ما تنخفض معدلات الإصابة بشكل كبير. تظهر الدراسات الميدانية أن هذه المناعة المكتسبة موجهة بشكل أساسي ضد التصاقات البكتيريا.
تُظهر الدراسات الحديثة من معهد ورسستر متعدد التقنيات أن استهلاك عصير التوت البري قد يثبط عمل المواد اللاصقة الخاصة بالبكتيريا الإشريكية القولونية المرضية (UPEC). باستخدام الفحص المجهري للقوة الذرية، أظهر الباحثون أن قوى الالتصاق تتناقص مع مرور الوقت بعد استهلاك عصير التوت البري. فتح هذا البحث الباب لمزيد من الاستكشافات للقاحات التي يتم تناولها عن طريق الفم والتي تستغل المواد اللاصقة البكتيرية.
هناك عدد من المشاكل التي تسبب تحديات للباحث الذي يبحث في مفهوم المناعة المضادة للالتصاق. أولاً، يستهدف عدد كبير من المواد اللاصقة البكتيرية المختلفة الأنسجة البشرية نفسها. علاوة على ذلك، يمكن لبكتيريا فردية أن تنتج عدة أنواع مختلفة من المادة اللاصقة في أوقات مختلفة وفي أماكن مختلفة واستجابة لمحفزات بيئية مختلفة. أخيرًا، توجد العديد من المواد اللاصقة أصناف مختلفة من المضادات المناعية، حتى في نفس النسخة من الخلية (كما هو الحال في النيسرية البنية).
على الرغم من هذه التحديات، يتم إحراز تقدم في إنشاء لقاحات مضادة للالتصاق. في النماذج الحيوانية، أدى التحصين السلبي باستخدام الأجسام المضادة المضادة لـ FimH والتطعيم بالبروتين إلى تقليل استعمار البكتيريا الإشريكية القولونية المرضية (UPEC) بشكل كبير. علاوة على ذلك، فإن لاصقات البورديتيلا للسعال الديكي FHA والبيرتاكتين هي مكونات لثلاثة من لقاحات السعال الديكي الأربعة المرخصة حاليًا للاستخدام في الولايات المتحدة. بالإضافة إلى ذلك، يُستكشف لقاحات مضادة للالتصاق كحل لعدوى المسالك البولية (UTIs). أظهر استخدام ببتيدات التصاق FimH الاصطناعية منعًا لعدوى الغشاء المخاطي البولي التناسلي بواسطة البكتيريا الإشريكية القولونية في الفئران.

## أمثلة محددة

### جزيئات الالتصاق متعددة التكافؤ
جزيئات الالتصاق متعددة التكافؤ (MAMs) هي عائلة واسعة الانتشار من المواد اللاصقة الموجودة في البكتيريا سالبة الجرام، بما في ذلك الإشريكية القولونية (E. coli) وبكتيريا الضمة (Vibrio) واليرسينيا (Yersinia) والزائفة الزنجارية (Pseudomonas aeruginosa). تحتوي MAM على تكرارات متتابعة لنطاقات دخول خلايا الثدييات (MCE) التي ترتبط بشكل خاص ببروتينات المادة بين خلوية والدهون الأنيونية على أنسجة المضيف. نظرًا لوجودها بكثرة في العديد من مسببات الأمراض ذات الأهمية السريرية؛ فإن جزيئات الالتصاق متعددة التكافؤ هي هدف محتمل لمضادات العدوى الوقائية أو العلاجية. أظهر استخدام مثبط الالتصاق الذي يستهدف MAM أنه يقلل بشكل كبير من استعمار جروح الحروق بواسطة الزائفة الزنجارية (Pseudomonas aeruginosa) المقاومة للأدوية المتعددة في الفئران.

### النيسرية البنية
يقتصر عائل النيسرية البنية بشكل كامل على البشر. «لقد توصلت دراسات مستفيضة إلى إيجاد النوع الرابع من التصاقات الأهداب لمسببات إمراض النيسرية البنية». أظهرت هذه الدراسات أن السلالات القادرة على التعبير عن الهَدَب هي فقط قادرة على تسبيب الأمراض. ارتفاع معدل بقاء العدلات متعددة الأشكال (PMNs أو الخلايا المحببة) يميز عدوى النيسرية البنية. بالإضافة إلى ذلك، أظهرت الدراسات الحديثة من ستوكهولم أن النيسرية يمكن أن تتنقل على الخلايا المحببة باستخدام الشعيرة اللاصقة للخلية المحببة وبالتالي تخفيها من نشاط البلعمة لخلايا العدلات. يسهل هذا الإجراء انتشار العامل المُمرض في جميع أنحاء طبقة النسيج الطلائي.

### بكتيريا الإشريكية القولونية (E. coli)
يمكن العثور على سلالات الإشريكية القولونية المعروفة بأنها تسبب الإسهال في الأنسجة المعوية للخنازير والبشر حيث تُظهر عن K88 وCFA1. وذلك لربطها ببطانة الأمعاء. بالإضافة إلى ذلك، تسبب البكتيريا الإشريكية القولونية المرضية (UPEC) حوالي 90٪ من التهابات المسالك البولية. 95٪ من تلك الإشريكية القولونية التي تسبب عدوى المسالك البولية تعبر عن النوع الأول من الاهداب. يتغلب FimH في الإشريكية القولونية على الاستجابة المناعية القائمة على الجسم المضاد عن طريق التحويل الطبيعي من الحالة العالية من الألفة إلى حالة تقارب منخفضة. من خلال هذا التحول، قد يفرز التصاق FimH الأجسام المضادة المرتبطة به. يقدم FimH الخاص بالإشريكية القولونية مثالاً على الاستجابة المناعية المحددة للتشكيل والتي تعزز التأثير على البروتين. خلال دراسة هذا الالتصاق المحدد، يأمل الباحثون في تطوير لقاحات خاصة بالالتصاق والتي قد تكون بمثابة نموذج لوساطة الأجسام المضادة في التصاق المرض.